# Canton de Limours
Le canton de Limours est une ancienne division administrative et circonscription électorale française située dans le département de l’Essonne et la région Île-de-France. Il a été supprimé en 2015 au profit des cantons de Dourdan, Gif-sur-Yvette et des Ulis.

## Géographie

### Situation
| Type d’occupation           | Pourcentage | Superficie (en hectares) |
| --------------------------- | ----------- | ------------------------ |
| Espace urbain construit     | 10,3 %      | 1 056,12                 |
| Espace urbain non construit | 6,1 %       | 620,46                   |
| Espace rural                | 83,6 %      | 8 535,16                 |
| Source : Iaurif             |             |                          |

Le canton de Limours était organisé autour de la commune de Limours dans l’arrondissement de Palaiseau. Son altitude variait entre cinquante-neuf mètres à Fontenay-lès-Briis et cent soixante-dix huit mètres à Pecqueuse, pour une altitude moyenne de cent quarante et un mètres.

### Composition
Le canton de Limours comptait douze communes :
| Communes           | Population (2012) | Code postal | Code Insee  |
| ------------------ | ----------------- | ----------- | ----------- |
| Boullay-les-Troux  | 649 hab.          | 91470       | 91 3 13 093 |
| Briis-sous-Forges  | 3 364 hab.        | 91640       | 91 3 13 111 |
| Courson-Monteloup  | 595 hab.          | 91680       | 91 3 13 186 |
| Fontenay-lès-Briis | 1 882 hab.        | 91640       | 91 3 13 243 |
| Forges-les-Bains   | 3 723 hab.        | 91470       | 91 3 13 249 |
| Gometz-la-Ville    | 1 374 hab.        | 91400       | 91 3 13 274 |
| Gometz-le-Châtel   | 2 588 hab.        | 91940       | 91 3 13 275 |
| Janvry             | 584 hab.          | 91640       | 91 3 13 319 |
| Les Molières       | 1 961 hab.        | 91470       | 91 3 13 411 |
| Limours            | 6 459 hab.        | 91470       | 91 3 13 338 |
| Pecqueuse          | 623 hab.          | 91470       | 91 3 13 482 |
| Vaugrigneuse       | 1 269 hab.        | 91640       | 91 3 13 634 |

### Démographie
| 1962 | 1968 | 1975 | 1982 | 1990   | 1999   | 2006   | 2011   | 2012   |
| ---- | ---- | ---- | ---- | ------ | ------ | ------ | ------ | ------ |
| -    | -    | -    | -    | 19 911 | 22 467 | 23 510 | 25 318 | 25 522 |

### Pyramide des âges
| Hommes | Classe d’âge | Femmes |
| ------ | ------------ | ------ |
| 0,3    | 90 ans ou +  | 0,7    |
| 3,7    | 75 à 89 ans  | 5,4    |
| 12,7   | 60 à 74 ans  | 12,8   |
| 22,9   | 45 à 59 ans  | 22,6   |
| 20,9   | 30 à 44 ans  | 21,4   |
| 18,4   | 15 à 29 ans  | 16,8   |
| 21,2   | 0 à 14 ans   | 20,3   |

| Hommes | Classe d’âge | Femmes |
| ------ | ------------ | ------ |
| 0,3    | 90 ans ou +  | 0,8    |
| 4,4    | 75 à 89 ans  | 6,7    |
| 11,3   | 60 à 74 ans  | 11,9   |
| 19,9   | 45 à 59 ans  | 20,0   |
| 21,9   | 30 à 44 ans  | 21,4   |
| 20,6   | 15 à 29 ans  | 19,2   |
| 21,7   | 0 à 14 ans   | 20,0   |

## Historique
- Entre 1793 et 1801, le canton de Limours dans l’ancien département de Seine-et-Oise et l’ancien district de Versailles comprenait les communes de Briis-sous-Forges, Courson, Fontenay les Biis, Forges, Gometz la Ville, Gometz le Chatel, Janvris, Limours, Les Mollieres, Pecqueuse, Saint Jean de Beauregard, Les Trous et Vaugrigneuse. En 1801, il fut intégré à l’arrondissement de Versailles et augmenté de la commune de Marcoussis. En 1812, le canton fut rattaché à l’arrondissement de Rambouillet. En 1962, il fut rattaché à l’arrondissement de Palaiseau.
- De 1833 à 1848, les cantons de Chevreuse et de Limours avaient le même conseiller général. Le nombre de conseillers généraux était limité à 30 par département[6].
- Le canton de Limours, division de l’actuel département de l’Essonne, fut créé par le décret no 67-589 du 20 juillet 1967[7], il regroupait à l’époque les communes de Limours, Boullay-les-Troux, Briis-sous-Forges, Courson-Monteloup, Fontenay-les-Briis, Forges-les-Bains, Gometz-le-Châtel, Gometz-la-Ville, Janvry, Vaugrigneuse, Pecqueuse et Les Molières.

## Représentation

### Conseillers généraux du canton de Limours
| Période | Période           | Identité                                                          | Étiquette        | Qualité |
| ------- | ----------------- | ----------------------------------------------------------------- | ---------------- | --- |
| 1833    | 1833 (démission)  | Duc Honoré Théodoric d'Albert de Luynes                           | Droite           | Numismate et archéologue Chef de bataillon de la Garde nationale Propriétaire à Dampierre Député (1848-1851)                                               |
| 1833    | 1839 (décès)      | Jean-Charles Prudhomme (1762-1839)                                |                  | Propriétaire, maire de Jouars-Pontchartrain |
| 1839    | 1848              | Duc Honoré Théodoric d'Albert de Luynes                           | Droite           | Numismate et archéologue Chef de bataillon de la Garde nationale Propriétaire à Dampierre Député (1848-1851)                                               |
| 1848    | 1852              | Pierre Marie Legendre                                             |                  | Propriétaire à Limours |
| 1852    | 1880              | Ernest Arrighi de Casanova Duc de Padoue                          | Bonapartiste     | Ancien Préfet de Seine-et-Oise Sénateur (1853-1870) Député de la Corse (1876-1881) Propriétaire du château de Courson Maire de Courson puis de Ris-Orangis |
| 1880    | 1931 (décès)      | Georges-Ernest-Maurice de Riquet de Caraman (gendre du précédent) | Entente (Droite) | Diplomate Député de Seine-et-Oise (1901-1906) Maire de Saint-Jean-de-Beauregard Propriétaire avenue George V à Paris                                       |
| 1931    | 1940              | Maurice Béné (1884-1960)                                          | Rad.             | Industriel, propriétaire rue Tronchet à Paris Maire de Limours                                                                                             |
|         |                   |                                                                   |                  | |
| 1945    | 1951              | Maurice Béné                                                      | Rad.             | Industriel Maire de Limours, Député (1946-1958) |
| 1951    | 1967              | Jean Maurice Duboscq                                              | CNIP-DVD         | Industriel Maire de Marcoussis |
| 1967    | 1982              | Robert Beauparrain (1923-2015)                                    | DVD puis UDF     | Commerçant Maire de Forges-les-Bains |
| 1982    | 1994              | Raymond Hugonet                                                   | RPR              | Maire de Limours |
| 1994    | 2009 (annulation) | Christian Schoettl                                                | DVD              | Antiquaire Maire de Janvry |
| 2009    | 2015              | Nicolas Schoettl (fils du précédent)                              | DVD puis NC-UDI  | Chef d'entreprise Conseiller municipal d'opposition de Briis-sous-Forges                                                                                   |

### Conseillers d'arrondissement (de 1833 à 1940)
Le canton de Limours appartenait à l'arrondissement de Rambouillet.
| Période                                  | Période      | Identité                                     | Étiquette       | Qualité |
| ---------------------------------------- | ------------ | -------------------------------------------- | --------------- | --- |
| 1833                                     | 1842         | Marc Gay                                     |                 | Ancien négociant, maire de Forges                                                                           |
| 1842                                     | 1852         | Jules Louis Godon                            |                 | Substitut du Procureur Général, propriétaire à Briis-sous-Forges                                            |
| 1852                                     | 1864         | Fortuné de Vergès                            |                 | Maire de Limours                                                                                            |
| 1864                                     | 1871         | Alphonse Eric Joly de Bammeville (1794-1880) |                 | Ancien négociant, propriétaire rue de Clichy à Paris, maire de Marcoussis                                   |
| 1871                                     | 1880         | Alfred Leroux                                |                 | Agriculteur à Fromenteau, Pecqueuse                                                                         |
| 1880                                     | 1881 (décès) | Louis Jules Barreau (1814-1881)              |                 | Entrepreneur de maçonnerie, maire de Limours                                                                |
| 1881                                     | 1895         | Julien Auguste Théodore Combaz (1823-1900)   |                 | Architecte, maire de Briis-sous-Forges                                                                      |
| 1895                                     | 1896 (décès) | Auguste Eugène Chéret (1845-1896)            | Radical         | Entrepreneur, maire des Molières                                                                            |
| 1897                                     | 1907         | Georges-Léon Perrin                          | Républicain     | Cultivateur à Invilliers, conseiller municipal de Briis-sous-Forges                                         |
| 1907                                     | 1916 (décès) | Eugène Criton (1865-1916)                    |                 | Boucher, maire de Limours                                                                                   |
| 1916                                     | 1919         | siège vacant                                 |                 | |
| 1919                                     | 1934         | Lucien François                              | Union nationale | Agriculteur, maire de Briis-sous-Forges, Président du Conseil d'arrondissement                              |
| 1934                                     | 1940         | Maurice Yvon (1890-1976)                     | PAPF            | Agriculteur, Président du syndicat national paysan, adjoint au maire de Vaugrigneuse                        |
| 1940                                     |              |                                              |                 | Les conseils d'arrondissement ont été suspendus par la loi du 12 octobre 1940 et n'ont jamais été réactivés |
| Les données manquantes sont à compléter. |              |                                              |                 | |

### Résultats électoraux
Élections cantonales, résultats des deuxièmes tours :
- Élections cantonales de 1994 : 53,09 % pour Christian Schoettl (DVD), 46,91 % pour Jacques Ryckelynck (PS), 54,75 % de participation[10].
- Élections cantonales de 2001 : 53,97 % pour Christian Schoettl (DVD) élu au premier tour, 23,71 % pour Pierre Pruneta (PS), 56,10 % de participation[11].
- Élections cantonales de 2008 : 64,72 % pour Christian Schoettl (DVD), 25,27 % pour Mouna Mathari (PS), 67,72 % de participation[12].
- Élections cantonales partielles de 2009 : 56,53 % pour Nicolas Schoettl (DVD), 43,47 % pour Jean-Raymond Hugonet (NC), 32,25 % de participation[13].

## Économie

### Emplois, revenus et niveau de vie
| Répartition des emplois par catégories socioprofessionnelles en 2006. |              |                                           |                                                   |                            |                          |                           |
|                                                                       | Agriculteurs | Artisans, commerçants, chefs d’entreprise | Cadres et professions intellectuelles supérieures | Professions intermédiaires | Employés                 | Ouvriers                  |
| Canton de Limours                                                     | 1,2 %        | 8,8 %                                     | 17,7 %                                            | 28,1 %                     | 28,1 %                   | 16,2 %                    |
| Département de l’Essonne                                              | 0,2 %        | 4,5 %                                     | 22,1 %                                            | 27,7 %                     | 27,6 %                   | 17,9 %                    |
| Moyenne nationale                                                     | 2,2 %        | 6,0 %                                     | 15,4 %                                            | 24,6 %                     | 28,7 %                   | 23,2 %                    |
| Répartition des emplois par secteurs d’activités en 2006.             |              |                                           |                                                   |                            |                          |                           |
|                                                                       | Agriculture  | Industrie                                 | Construction                                      | Commerce                   | Services aux entreprises | Services aux particuliers |
| Canton de Limours                                                     | 3,5 %        | 14,0 %                                    | 5,5 %                                             | 13,9 %                     | 11,6 %                   | 8,8 %                     |
| Département de l’Essonne                                              | 0,8 %        | 11,5 %                                    | 6,1 %                                             | 15,4 %                     | 18,8 %                   | 6,4 %                     |
| Moyenne nationale                                                     | 3,5 %        | 15,2 %                                    | 6,4 %                                             | 13,3 %                     | 13,3 %                   | 7,6 %                     |
| Sources : Insee,                                                      |              |                                           |                                                   |                            |                          |                           |

## Pour approfondir

## Sources
1. ↑  Fiche multicommunale d’occupation des sols en 2008 sur le site de l’Iaurif. Consulté le 20/11/2010.
2. ↑  Structure de la population du canton de 1968 à l'année de la dernière population légale connue
3. ↑  Fiches Insee - Populations légales du canton pour les années 2006, 2011, 2012
4. ↑  Pyramide des âges cantonale 2009 sur le site de l’Insee. Consulté le 08/07/2012.
5. ↑  Pyramide des âges de l’Essonne en 2009 sur le site de l’Insee. Consulté le 07/07/2012.
6. ↑  « Collection complète des lois, décrets, ordonnances, réglemens, et avis du Conseil-d'État : publiée sur les éditions officielles du Louvre ; de… », sur Gallica, 1833 (consulté le 17 novembre 2023).
7. ↑  JO du 22/07/1967 sur le site legifrance.gouv.fr Consulté le 01/01/2009.
8. ↑  « Gazette nationale ou le Moniteur universel 15 décembre 1833 », sur RetroNews - Le site de presse de la BnF, 15 décembre 1833 (consulté le 17 novembre 2023).
9. ↑  « Journal officiel de la République française. Lois et décrets », sur Gallica, 21 janvier 1897 (consulté le 17 novembre 2023).
10. ↑  Résultats de l’élection cantonale 1994 sur le site du Figaro. Consulté le 21/10/2009.
11. ↑  Résultats de l’élection cantonale 2001 sur le site du ministère de l’Intérieur. Consulté le 19/05/2009.
12. ↑  Résultats de l’élection cantonale 2008 sur le site du ministère de l’Intérieur. Consulté le 19/05/2009.
13. ↑  Résultats de l’élection cantonale partielle 2009 sur le site du ministère de l’Intérieur. Consulté le 05/11/2009.
14. ↑  Rapport statistique cantonal sur le site de l’Insee. Consulté le 29/04/2010.
15. ↑  Rapport statistique départemental sur le site de l’Insee. Consulté le 16/08/2009.
16. ↑  Rapport statistique national sur le site de l’Insee. Consulté le 05/07/2009.